# Scenedesmus
Scenedesmus (Meyen, 1829) è un genere di alghe lacustri appartenente alla famiglia Scenedesmaceae.
Sono cellule che vivono in colonie visibili solo al microscopio, formate da 4 cellule o multipli di 4 con una disposizione a pacchetto. Sono incapaci di movimento autonomo quindi la loro locomozione è affidata alla corrente. Nelle specie più comuni le cellule ellittiche fusiformi sono dotate di spine o pretuberanze simili.
Ne esistono più di 100 specie.